# Lucia Serena Rossi
Lucia Serena Rossi (* 6. Februar 1958 in Bologna) ist eine italienische Juristin und Richterin. Sie ist seit dem 8. Oktober 2018 Richterin am Europäischen Gerichtshof (EuGH).

## Werdegang
Lucia Serena Rossi studierte Rechtswissenschaften an der Universität Bologna, so sie 1982 ihr Studium summa cum laude abschloss. Ein Jahr zuvor erwarb sie in einem Intensivkurs ein Diplom in Europarecht an der Rechtsfakultät (Faculté de Droit Comparé) der französischen Université Robert Schuman Strasbourg. Anschließend wurde sie Forscherin beim privaten italienischen Wirtschaftsforschungs- und Beratungsunternehmen Nosmisma, wobei sie währenddessen zur Weiterbildung mehrere Kurse und Summer Schools in Europa und den USA besuchte. 1985 legte sie in Bologna die italienische Anwaltsprüfung ab und wurde als Rechtsanwältin zugelassen. 1987 absolvierte Lucia Serena Rossi ein Praktikum bei der Europäischen Kommission im Bereich Internal Market. Zwei Jahre später beendet sie das Doktoratsstudium des Europarechts an der Universität Bologna und wurde damit zur Doktorin der Rechtswissenschaften promoviert.
Von 1991 bis 1994 war Lucia Serena Rossi in weiterer Folge als beigeordnete Professorin am Fachbereich für Internationales Recht der Universität Urbino tätig. Im März 1994 wurde kam sie zurück an ihre Alma Mater, die Universität Bologna, wo sie einen Forschungsauftrag für Internationales Recht erhielt. Ab November 1994 war sie zeitgleich auch Assistenzprofessorin für Internationales Recht an der Universität Urbino. 1997 nahm sie eine Stelle als Assistenzprofessorin für Internationales und Europäisches Recht an der Universität Bologna an. Mit 1. November 2000 wurde Lucia Serena Rossi schließlich auf eine Vollprofessur (Professore Ordinario) für das Recht der Europäischen Union an der Rechtsfakultät der Universität von Bologna berufen. Zwischenzeitlich nahm sie auch Lehraufträge als Gastprofessorin an zahlreichen Universitäten in Europa und den USA an. Seit 1998 ist sie Direktorin des International Research Centre on European Law (C.I.R.D.E.) an der Universität Bologna.
Am 8. Oktober 2018 wurde Lucia Serena Rossi auf Vorschlag der italienischen Regierung zur Richterin am Europäischen Gerichtshof berufen. Sie wurde damit die erste Frau in der italienischen Rechtsgeschichte, die für dieses hohe europäische Richteramt vorgeschlagen wurde. Am Gerichtshof ersetzte sie den ausgeschiedenen italienischen Richter und vormaligen Vizepräsidenten des EuGH, Antonio Tizzano.